# Dasorgyia selenophora
Dasorgyia selenophora är en fjärilsart som beskrevs av Otto Staudinger 1887. Dasorgyia selenophora ingår i släktet Dasorgyia och familjen tofsspinnare. Inga underarter finns listade i Catalogue of Life.